# 貝爾湖 (石勒蘇益格-荷爾斯泰因州)
54°9′53″N 10°28′10″E / 54.16472°N 10.46944°E

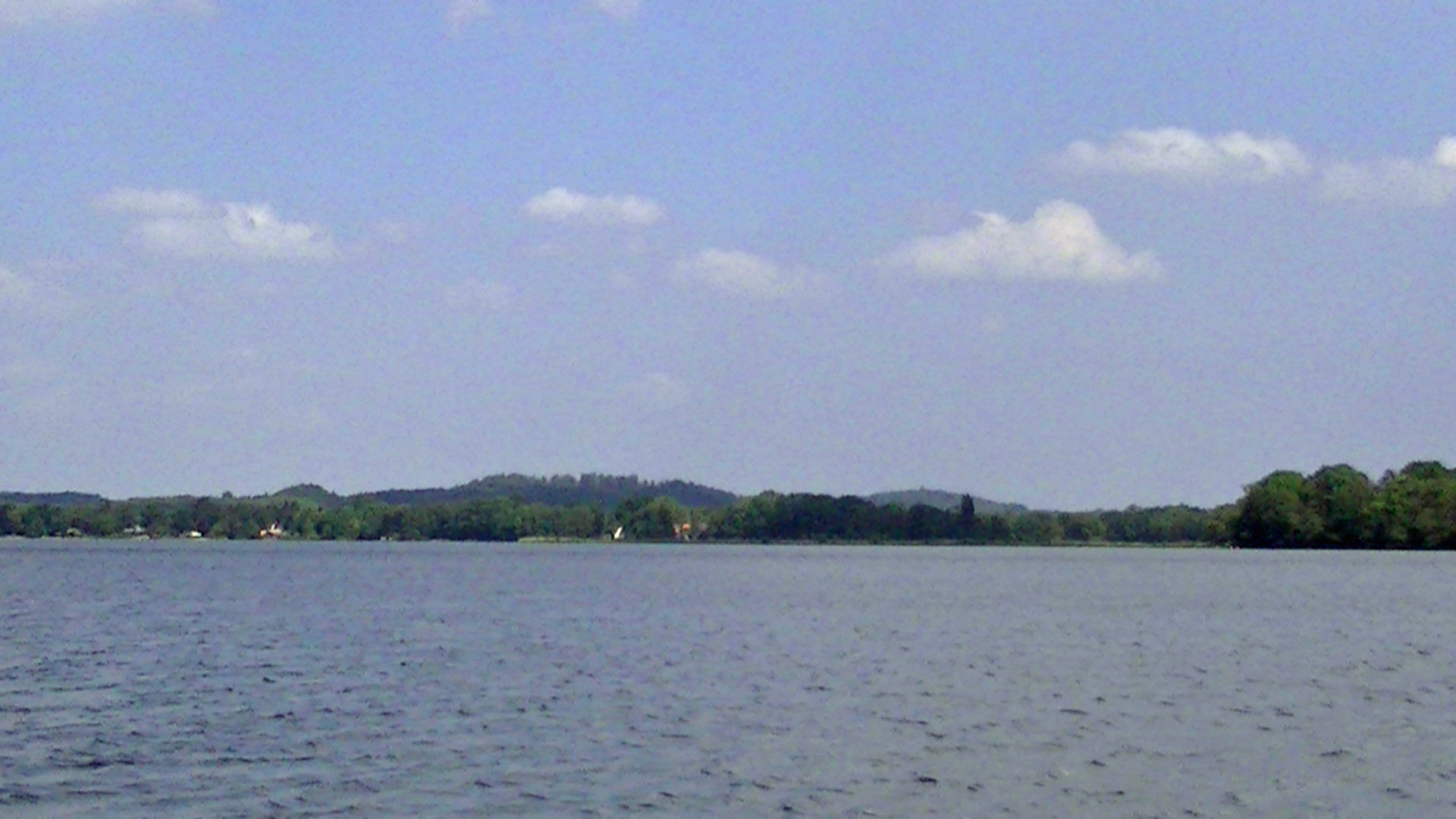

貝爾湖（德語：Behler See），是德國的湖泊，位於該國北部石勒蘇益格-荷爾斯泰因州，面積2.8平方公里，海拔高度22米，平均水深11.8米，最大水深42.5米，水體容量3,280萬立方米，湖岸線長度7.5公里。